# Байтус
Байтус (каз. Байтуыс) — аул в Акжарском районе Северо-Казахстанской области Казахстана. Входит в состав Кенащинского сельского округа. Код КАТО — 593436200.

## География
Расположено около озера Киши-Карой.

## Население
В 1999 году население села составляло 246 человек (137 мужчин и 127 женщин). По данным переписи 2009 года, в селе проживало 197 человек (96 мужчин и 101 женщина).